# John Rutter
Sir John Rutter (Londra, 24 settembre 1945) è un organista, compositore, direttore di coro, direttore d'orchestra, arrangiatore e produttore musicale inglese.

## Biografia
Nato a Londra, ha studiato all'Highgate School assieme a John Tavener. Ha inoltre studiato musica al Clare College dell'Università di Cambridge, istituto in cui successivamente è stato nominato docente di organo prima e direzione corale poi dal 1975 al 1979. Nel 1981 ha fondato il coro dei Cambridge Singers, che continua a dirigere tuttora e con il quale ha inciso un vasto repertorio di musica sacra (incluse anche sue composizioni), specificamente con la sua propria casa discografica, Collegium Records. Vive vicino a Cambridge e spesso è chiamato a dirigere altri importanti cori professionistici e amatoriali e orchestre in tutto il mondo.

## Composizioni
Le composizioni di Rutter sono prevalentemente rivolte alla musica corale di genere mottettistico a cappella, ma anche di carattere strutturalmente più complesso con opere molto estese come il Gloria ed il Requiem. Nel 2002 la sua versione del Salmo 150, commissionato per il Giubileo d'oro della Regina, è stato eseguito per la cerimonia religiosa del Giorno del Ringraziamento nella Cattedrale di St Paul a Londra. Rutter ha anche composto un'opera per giovani chiamata Bang!
Le sue composizioni sono pubblicate principalmente dalla Oxford University Press ma anche dalla sua casa di edizioni musicali Collegium.

## Influenze
La musica di Rutter mostra chiaramente influenze della tradizione corale contemporanea inglese e francese, così come quelle della musica leggera e della tradizione corale statunitense.
Sebbene abbia composto e diretto spesso musica religiosa, Rutter ha dichiarato nel 2003 al programma televisivo statunitense 60 Minutes di non essere una persona particolarmente praticante, ma di ricevere particolare ispirazione dalla spiritualità dei versi sacri e delle preghiere. La puntata di 60 Minutes, andata in onda una settimana prima del Natale 2003, si incentrava sulla vasta popolarità di Rutter tra i gruppi corali di Stati Uniti, Gran Bretagna e altri paesi, e sulla sua composizione Mass of the Children ("La Messa dei Fanciulli"), composta dopo la prematura morte di suo figlio Christopher, giovane studente.

## Fama
La musica di Rutter è molto popolare, particolarmente negli Stati Uniti (il programma Today Show sulla NBC lo ha definito "il più grande compositore e direttore di musica corale vivente"); tuttavia, nel Regno Unito essa riceve un'accoglienza più variegata, poiché molti esponenti della scuola corale anglicana tradizionale considerano Rutter troppo "scontato e commerciale".
In termini di performance e successo commerciale, egli è indubbiamente il compositore corale di maggior successo della sua generazione, e probabilmente di tutto lo scorso secolo. Ad esempio, si stima che la sua Shepherd's Pipe Carol, scritta quando era ancora studente, abbia venduto oltre un milione di copie soltanto di partiture.